# Laportea cuneata
Laportea cuneata là loài thực vật có hoa trong họ Tầm ma. Loài này được (A. Rich.) Chew mô tả khoa học đầu tiên năm 1965.